# Marija Muchortova
Marija Vladimirovna Mukhortova (in russo Мария Владимировна Мухортова?; Leningrado, 20 novembre 1985) è una pattinatrice artistica su ghiaccio russa.
Con il partner Maksim Tran'kov ha vinto un argento e due bronzi al Campionato europeo nella competizione delle coppie di artistico.

## Risultati

### Con Jérôme Blanchard
| Evento           | 2010–11 |
| ---------------- | ------- |
| Campionati russi | 7°      |

### Con Maksim Tran'kov

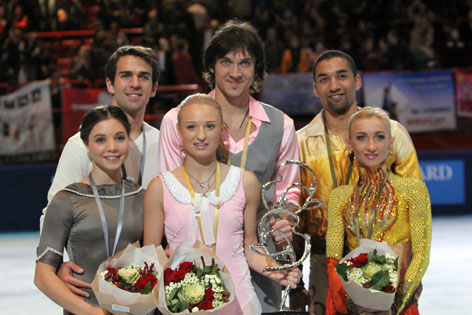
Mukhortova e Trankov al Trophée Eric Bompard 2009.

| Risultati                                                                    | Risultati      | Risultati      | Risultati      | Risultati      | Risultati      | Risultati      | Risultati      |
| Internazionali                                                               | Internazionali | Internazionali | Internazionali | Internazionali | Internazionali | Internazionali | Internazionali |
| Evento                                                                       | 2003–04        | 2004–05        | 2005–06        | 2006–07        | 2007–08        | 2008–09        | 2009–10        |
| ---------------------------------------------------------------------------- | -------------- | -------------- | -------------- | -------------- | -------------- | -------------- | -------------- |
| Giochi olimpici invernali                                                    |                |                |                |                |                |                | 7°             |
| Campionati mondiali                                                          |                |                | 12°            | 11°            | 7°             | 5°             | 4°             |
| Campionati europei                                                           |                |                |                |                | 2°             | 3°             | 3°             |
| GP Finale                                                                    |                |                |                |                |                | 6°             | 4°             |
| GP Trophée Eric Bompard                                                      |                |                |                |                | 3°             | 2°             | 1°             |
| GP Cup of Russia                                                             |                | 6°             | 4°             | 7°             | 4°             |                |                |
| GP Skate America                                                             |                |                |                | 5°             |                | 3°             |                |
| GP Skate Canada                                                              |                |                | 7°             |                |                |                | 2°             |
| Finlandia Trophy                                                             |                |                |                |                | 1°             |                |                |
| Nebelhorn Trophy                                                             |                |                |                |                |                | 2°             |                |
| Universiadi                                                                  |                | 3°             |                |                |                |                |                |
| Internazionali: Junior                                                       |                |                |                |                |                |                |                |
| Campionati mondiali                                                          | 3°             | 1°             |                |                |                |                |                |
| JGP Finale                                                                   | 3°             | 1°             |                |                |                |                |                |
| JGP Cina                                                                     |                | 1°             |                |                |                |                |                |
| JGP Repubblica Ceca                                                          | 1°             |                |                |                |                |                |                |
| JGP Germania                                                                 |                | 1°             |                |                |                |                |                |
| JGP Polonia                                                                  | 1°             |                |                |                |                |                |                |
| Nazionali                                                                    |                |                |                |                |                |                |                |
| Campionati russi                                                             | 1° J.          | R              | 3°             | 1°             | 2°             | 2°             | 2°             |
| GP = Grand Prix; JGP = Junior Grand Prix J. = Categoria junior; R = Ritirati |                |                |                |                |                |                |                |

### Con Pavel Lebedev
| Risultati                                      | Risultati      | Risultati      |
| Internazionali                                 | Internazionali | Internazionali |
| Evento                                         | 2001–02        | 2002–03        |
| ---------------------------------------------- | -------------- | -------------- |
| Universiadi                                    |                | 2°             |
| Internazionali: Junior                         |                |                |
| Campionati mondiali                            | 4°             | 4°             |
| JGP Finale                                     | 8°             | 8°             |
| JGP Repubblica Ceca                            | 1°             |                |
| JGP Germania                                   |                | 2°             |
| JGP Serbia                                     |                | 1°             |
| JGP Svezia                                     | 3°             |                |
| Nazionali                                      |                |                |
| Campionati russi                               |                | 5°             |
| Campionati russi junior                        | 3°             | 3°             |
| J. = Categoria junior; JGP = Junior Grand Prix |                |                |